# Georg Christoph Lichtenberg
Georg Christoph Lichtenberg (Ober-Ramstadt, 1 de julio de 1742-Gotinga, 24 de febrero de 1799) fue un científico y escritor alemán. Fue profesor de la Universidad de Gotinga, donde a su vez en su juventud tuvo en su misma función a Gotthelf Kästner. Dirigió misiones astronómicas en Hannover y en Osnabrück. Como científico fue el primer profesor de física experimental de Alemania.

"Doy gracias a Dios gracias mil veces por ser ateo.": G. C. Lichtenberg.

Durante sus estancias en Inglaterra (1770, 1774-1775) frecuentó a la familia real y también todos los ambientes científicos. Estaba en contra de todo espíritu religioso y conservador, además de oponerse a los jóvenes pertenecientes al Sturm und Drang. Se considera el creador de los "aforismos" en lengua alemana. En su obra Aforismos, publicada de forma póstuma desde 1800 a 1806, se puede apreciar su escepticismo, satírico, anglófilo y con una distinguida ironía de evidentes raíces germánicas. A los Aforismos se refería el autor como "waste books", usando la terminología inglesa.

## Vida
Lichtenberg fue el más joven de 17 hermanos, hijo de un pastor protestante de idéntico nombre que fue ascendiendo en la jerarquía eclesiástica hasta convertirse en superintendentente de Darmstadt. Al contrario de lo habitual en un religioso de la época, su padre disponía de grandes conocimientos científicos. Georg Christoph Lichtenberg fue educado en la casa de sus padres hasta la edad de 10 años en que ingresó en la escuela latina de Darmstadt. Su inteligencia se puso rápidamente en evidencia.
Pretendía estudiar matemáticas pero su familia no alcanzaba a pagar los estudios por lo que en 1762 su madre, Katharina Henriette Lichtenberg, nacida en Eckhard (1696-1764) se dirigió a Luis VIII de Hesse-Darmstadt, que le concedió a Lichtenberg una beca anual de 200 gulden. En mayo de 1763 dejó Darmstadt para estudiar hasta 1766 matemáticas, historia natural y astronomía en la Universidad de Gotinga. 
Su discapacidad física (escoliosis) y su propensión a padecer enfermedades probablemente hicieron de él una persona extremadamente curiosa y observadora.
Tras sus estudios realizó dos largos viajes a Inglaterra, el primero en 1770 como tutor de dos estudiantes ingleses en que causó una gran impresión al Rey Jorge III de Inglaterra y Hannover que lo recomendó para ocupar una plaza de profesor de filosofía. En los años siguientes hasta 1774 realizó observaciones astronómicas en el antiguo Observatorio de Gotinga. En el segundo de sus viajes de 1774 a 1775 conoció a integrantes de la expedición que dio la segunda vuelta al mundo de Cook y a otras personalidades de la época como James Watt o Joseph Priestley. En 1777 realizó experimentos fotográficos con alta tensión, esparciendo licopodio en polvo sobre una placa altamente electrizada, estudiando las ramificaciones de las descargas eléctricas. Posteriormente esas figuras en las imágenes se llamaron figuras de Lichtenberg.
En 1770 había obtenido plaza de profesor de física, matemáticas y astronomía en la Universidad de Gotinga, aunque no impartió clases hasta 1776. 
En 1777 estuvo relacionado con Maria Dorothea Stechardt (1765-1782). Desde 1780 hasta su fallecimiento fue profesor (Ordinarius) de física. En 1782 conoce a Margarethe Elisabeth Kellner con quien comienza otra relación análoga a la matrimonial. En 1793 fue nombrado miembro de la Royal Society de Londres.
Su tumba se encuentra en el cementerio Bartolomeo de la ciudad alemana de Gotinga.

## Obras literarias y ediciones
Con influencias de Kant y Spinoza escribió sobre ciencias naturales desde un punto de vista muy genérico (química, astronomía, metereología ...) Como pedagogo fue un avanzado a su tiempo innovador que, contrariamente al estándar de su época, también presentaba experimentos con sus clases. Con cometas voladoras mostró a sus alumnos la electricidad de una tormenta eléctrica, con burbujas de cerdo llenas de gas anticipó el vuelo en globo. Después de que Benjamin Franklin ya introdujera los términos ' más ' y 'menos' para la diferente polaridad del voltaje eléctrico en la teoría de la electricidad en los años cuarenta del siglo XVIII, Lichtenberg usó los signos '+E' y '–E' por primera vez. Como físico experimental demostró su buen hacer con el desarrollo de un electroforo de 2,5 metros cuadrados con la que generó voltajes muy altos y chispas de hasta 40 cm de largo. En 1777, descubrió patrones en forma de estrella en el polvo de una placa aislante del electróforo, que se denominan figuras de Lichtenberg. Fue el primero en introducir el pararrayos inventado por Benjamin Franklin en Gotinga y uno de los primeros en Alemania al proporcionar a sus cobertizos de jardín una varilla de miedo, como él la llamaba, en 1780 y 1794. Muy al contrario de lo habitual, acompañaba sus clases con esa clase de experimentos,  
Además de descubrimientos científicos, Georg Christoph Lichtenberg es uno de los fundadores más importantes de la metodología científica moderna debido a su mentalidad crítico-analítica, independiente de las autoridades y por situar el énfasis en la experimentación en física como muchos otros científicos posteriores.
"Cuantas más experiencias y experimentos se acumulan durante la exploración de la naturaleza, más fluctúan las teorías. Pero siempre es bueno no renunciar a ellos de inmediato por eso. Por cada hipótesis que fue buena, al menos sirve para pensar y mantener los fenómenos adecuadamente juntos hasta su momento. Especialmente se deben dejar de lado las experiencias contradictorias hasta que se hayan acumulado lo suficiente como para que valga la pena el esfuerzo de realizar un nuevo edificio.“ - 
Georg Christoph Lichtenberg: Aforismo J 1602 
Los resultados de los estudios geodésicos de Lichtenberg en Hannover, Osnabrück y Stade, único trabajo importante basado en observaciones astronómicas, aparecieron en 1777. La comparación de los valores de Lichtenberg con las mediciones de Gauss (un oyente de Lichtenberg en Gottinga) y Schumacher de mediados del siglo XIX da como resultado desviaciones entre 7 y 15 segundos de arco para la determinación de latitud, así como diferencias significativamente mayores en la determinación de longitud de 6 a 60 segundos de arco. 
Lichtenberg era conocido y apreciado en círculos profesionales de toda Alemania y Europa y mantenía correspondencia con muchos académicos. En 1793 inspiró a Ernst Chladni a su innovadora teoría de estrellas fugaces, bolas de fuego y meteoritos y apoyó a sus estudiantes Benzenberg y Brandes en su programa de observación de meteoritos.[24] En su crítica médica del mesmerismo, su alumno Hufeland se refirió a "mi física saludable de Lichtenberg".[25] Goethe también había estado pidiendo a Lichtenberg su opinión sobre su teoría de los colores desde 1792 y esperaba, en vano, su reconocimiento.[26]
Desde 1764 Lichtenberg fue anotando en libretas una innumerable cantidad de apuntes, aforismos o ideas rápidas, que fueron objeto de publicación mucho tiempo después de su fallecimiento. En ellos se descubre su tendencia al escépticismo y su ironía.
Ejemplos:
El americano que descubrió a Colón hizo un pésimo descubrimiento.
Quien sólo entiende de química, tampoco la entiende.

Obra
- Explicación detallada de los grabados en cobre de Hogarth, con copias reducidas pero completas de los mismos por E [rnst Ludwig]. Riepenhausen. 12 Entregas, Dieterich, Göttingen 1794-1816.
- Vermischte Schriften de Georg Christoph Lichtenberg, recopilado y editado por Ludwig Christian Lichtenberg y Friedrich Kries después de su muerte. 9 Volúmenes, Dieterich, Göttingen 1800-1806( = Primera edición de las obras). Reimpreso por Lang, Berna 1972.
- Vermischte Schriften de Georg Christoph Lichtenberg; Neue vermehrte Edición Original, organizada por sus hijos. 8 Volúmenes, Dieterich, Göttingen 1844-1853.    Aforismos de Georg Christoph Lichtenberg. Según los manuscritos, ed. por Albert Leitzmann. Berlín 1902, Digitalisat, Heft1, 1764-1771, págs. 1-276
- Escritos y cartas. Ed. y comentado por Wolfgang Promies. Comentario de 4 Volúmenes + 2 Volúmenes, Hanser Verlag, Munich 1968-1992 (Reimpreso en Zweitausendeins, ISBN 3-86150-042-6)
-  Aforismos, ensayos, cartas. Ed. por Kurt Batt. Dieterich, Leipzig 1992.
- Noctes: Un cuaderno. Facsímil con epílogo y notas explicativas ed. por Ulrich Joost. 3ra Ed., Wallstein Verlag, Göttingen 1993, ISBN 978-3-89244-054-3.
- Correspondencia. En nombre de la Academia de Ciencias y Humanidades de Göttingen, ed. por Ulrich Joost y Albrecht Schöne. C. H. Beck Verlag, Múnich 1983-2004.
Volumen 1: [Cartas de los años] 1765-1779. C. H. Beck Verlag, Múnich 1983, ISBN 978-3-406-09401-9.
Volumen 2: [Cartas de los años] 1780-1784. C. H. Beck Verlag, Múnich 1984, ISBN 978-3-406-09402-6.
Volumen 3: [Cartas de los años] 1785-1792. C. H. Beck Verlag, Múnich 1990, ISBN 978-3-406-30958-8.
Volumen 4: [Cartas de los años] 1793-1799 y sin fecha. C. H. Beck Verlag, München 1992, ISBN 978-3-406-30959-5.
Tomo 5/1: Suplementos, mejoras, registro de personas. Con la participación de Hans-Joachim Heerde ed. por Ulrich Joost. C. H. Beck Verlag, München 2004, ISBN 978-3-406-30960-1.
Volumen 5/2: Directorios, registros de materias. Con la participación de Hans-Joachim Heerde ed. por Ulrich Joost. C. H. Beck Verlag, Múnich 2004, ISBN 978-3-406-30960-1
-  El matrimonio a la moda y explicaciones adicionales de Georg Christoph Lichtenberg sobre grabados de William Hogarth. Buchverlag der Morgen, Berlín, 1968 (ed. y epílogo de Kurt Böttcher)
-Observaciones. Los Escritos latinos. Ed. por Dag Nicolaus Haase. Wallstein Verlag, Göttingen 1997, ISBN 978-3-89244-266-0.
-Su mano, su boca, más la próxima vez. Cartas de Lichtenberg de 1765 a 1799. Ed. y con un epílogo de Ulrich Joost. Verlag C. H. Beck, München 1998, ISBN 3-406-44185-8.
- Noticias de pequeñoL.-Göttinger Ansichten de Lichtenberg, ed.: Peter Köhler y Thomas Schaefer, Satzwerk Verlag, Gotinga 1999, ISBN 3-930333-30-9.
- Escritos reunidos. Edición histórico-crítica y anotada. Ed. de la Academia de Ciencias de Gotinga y de la Universidad Técnica de Darmstadt. Wallstein Verlag, Göttingen 2005-2017. (Edición en línea en el sitio web de Lichtenberg-Arbeitsstelle der Akademie der Wissenschaften zu Göttingen)
- Conferencias sobre Ciencias Naturales, Volumen 1: Copia manuscrita anotada de Lichtenberg de la cuarta edición de Johann Christian Polycarp Erxleben: "Fundamentos básicos de la ciencia natural". Editado por Wiard Hinrichs, Albert Krayer, Horst Zehe; Prólogo de Klaus Peter Lieb y Ulrich Joost. Wallstein Verlag, Göttingen 2005, ISBN 978-3-89244-891-4.
- Conferencias sobre Historia Natural, Volumen 2: Gottlieb Gamauf: "Recuerdos de las conferencias de Lichtenberg".
- La transcripción de un oyente. Editado por Albert Krayer, introducción de Ulrich Joost. Wallstein Verlag, Göttingen 2008, ISBN 978-3-8353-0147-4.
- Conferencias sobre Ciencias Naturales, Volumen 3:
- Notas y materiales sobre física experimental. Editado por Wiard Hinrichs, Albert Krayer, Horst Zehe. Wallstein Verlag, Göttingen 2007, ISBN 978-3-8353-0213-6.
. Conferencias sobre Ciencias Naturales, Volumen 4: Notas y materiales sobre física experimental. Editado por Albert Krayer, Thomas Nickol, Horst Zehe. Wallstein Verlag, Göttingen 2010, ISBN 978-3-8353-0658-5.
-Conferencias sobre Ciencias Naturales, Volumen 5: Notas y materiales sobre astronomía y geografía física. Editado por Albert Krayer, Thomas Nickol. Wallstein Verlag, Göttingen 2013, ISBN 978-3-8353-1308-8.
- Conferencias sobre ciencias naturales, Volumen 6: Lista de instrumentos. Editado por Thomas Nickol. Wallstein Verlag, Gotinga 2017, ISBN 978-3-8353-0846-6.
- Conferencias sobre Ciencias Naturales, Volumen 7: Registro. Editado por Albert Krayer. Con prólogo "La edición de las Conferencias de Lichtenberg: Revisión y perspectivas" de Ulrich Joost y Ulrich Christensen. Wallstein Verlag, Göttingen 2017, ISBN 978-3-8353-0847-3.
- Conferencia de física. Según J. Chr.
- Principios iniciales de ciencias naturales de P. Erxleben. De las memorias de Gottlieb Gamauf, editado y con una introducción de Fritz Krafft, marixverlag, Wiesbaden 2007, ISBN 978-3-86539-098-1.
- Cuando un libro y una cabeza chocan... Aforismos y más chapuzas varias. Ed. y comentado por Ulrich Joost. Wallstein Verlag, Göttingen 2017, 2º, hasta., suplemento. u.actual. Disolución. 2021, ISBN 978-3-8353-1995-0.

Literatura
Bernd Achenbach: 'Tu concepto era una cabeza significativa' y otras contribuciones a la investigación de Lichtenberg (=Estudios de Lichtenberg Volumen 17). Ed. por Ulrich Joost. Wallstein Verlag, Göttingen 2021, ISBN 978-3-8353-3885-2.
Bernd Achenbach, Ulrich Joost: Apariencia externa de Lichtenberg. Una Iconografía crítica (=Estudios de Lichtenberg Volumen 1) Wallstein Verlag, Göttingen 1991, ISBN 3-89244-009-3.
Rainer Baasner: Georg Christoph Lichtenberg. Wissenschaftliche Buchgesellschaft, Darmstadt 1992, ISBN 3-534-11327-6.    DingeDenkenLichtenberg. Exposición con motivo del 275 cumpleaños de Georg Christoph Lichtenberg. Ed. por Christian Fieseler, Steffen Hölscher y Johannes Mangei. Universitätsverlag Göttingen, Göttingen 2017, ISBN 978-3-86395-305-8.
Heinz Gockel: Habla individualizada. Las observaciones de Lichtenberg en el contexto de la epistemología y la crítica del lenguaje. (=Quellen und Forschungen zur Sprach - und Kulturgeschichte der germanischen Völker N. F., 52) de Gruyter, Berlín, Nueva York 1973, ISBN 978-3-11-003991-7.
Haru Hamanaka: Cognición e imagen. La historia de la ciencia de Lichtenberg data alrededor de 1800. (=Lichtenberg-Studien Bd. 16) Wallstein-Verlag, Göttingen 2015, ISBN 978-3-8353-1627-0.    Hans-Joachim Heerde: La audiencia de la Física. Oyente de Lichtenberg. (=Estudios de Lichtenberg Volumen 14) Wallstein Verlag, Göttingen 2006, ISBN 3-8353-0015-6.
Wilhelm Hess: Lichtenberg, Georg Christoph. En: Allgemeine Deutsche Biographie (ADB). Volumen 18, Duncker y Humblot, Leipzig 1883, págs. 537 f.    Wiard Hinrichs / Ulrich Joost: El mundo de los libros de Lichtenberg. Amante de los libros y usuario de la Biblioteca de Gotinga. Catálogo de la exposición (=Estudios de Lichtenberg Volumen 3) Wallstein Verlag, Göttingen 1989, ISBN 3-89244-012-3.
Ulrich Joost: Lichtenberg-der Briefschreiber (=Estudios de Lichtenberg Volumen 5) Wallstein Verlag, Göttingen 1993, ISBN 3-86150-042-6.
Ulrich Joost (concepción): Georg Christoph Lichtenberg 1742-1799. Aventura de la Ilustración. Exposición Mathildenhöhe Darmstadt 28 de junio al 30 de agosto de 1992-Biblioteca Estatal y Universitaria de Baja Sajonia Göttingen 18 de octubre al 18 de diciembre de 1992. Hanser Verlag, Múnich / Viena 1992.
Rudolf Jung: Estudios sobre la percepción del lenguaje de Georg Christoph Lichtenberg. Un intento de interpretación de los aforismos lingüístico-filosóficos. Disertación Fráncfort del Meno 1967.
Franz H. Mautner: Lichtenberg. Historia de su mente. de Gruyter, Berlín 1968, Reimpresión de de Gruyter, Berlín, Boston 2019, ISBN 978-3-11-000262-1.
Elisabetta Mengaldo: Entre la teoría natural y la retórica. Pequeñas formas de conocimiento en los libros Sudel de Lichtenberg (Estudios de Lichtenberg, Volumen 18). Wallstein Verlag, Göttingen 2021, ISBN 978-3-8353-3886-9.
Carl Niekerk: Entre Historia Natural y Antropología. Lichtenberg en el contexto de la Ilustración tardía. (=Studien zur deutschen Literatur Bd. 176) Niemeyer, Tübingen 2005, ISBN 978-3-484-18176-2.
Heiko Postma: "Como si cayera un rayo."Sobre el pensador experimental Georg Christoph Lichtenberg ( 1742-1799). JMB-Verlag, Hannover 2008, ISBN 978-3-940970-05-3.
Promesas de Wolfgang: Georg Christoph Lichtenberg en testimonios personales y documentos de imagen. (=Monografías de Rowohlt Volumen 90) Rowohlt Taschenbuch Verlag, Reinbek bei Hamburg 1964, 4ª Ed. 1992, ISBN 978-3-499-50090-9.
Wolfgang Proß, Claus Priesner: Georg Christoph Lichtenberg. En: Neue Deutsche Biographie (NDB). Volumen 14, Duncker & Humblot, Berlín 1985, ISBN 3-428-00195-8, págs. 449-464 (digitalizado).
Gert Sautermeister: Georg Christoph Lichtenberg. (=Beck'sche Reihe Volumen 630) Verlag C. H. Beck, München 1993, ISBN 978-3-406-35056-6.
Frank Schäfer: Lichtenberg y el judaísmo. (=Estudios de Lichtenberg Volumen 10) Wallstein Verlag, Göttingen 1998, ISBN 3-89244-306-8.
Albrecht Schöne: La iluminación desde el espíritu de la física experimental. Subjuntivos de Lichtenberg. Verlag C. H. Beck, München 1982, ISBN 3-406-09087-7 (3ª ed. 1993)
Reinhard Trachsler: Aforismos de Lichtenberg. Los orígenes y la grandeza de la libertad real. Verlag Artemis, Zúrich 1956
Joseph Peter Stern: Lichtenberg: Una Doctrina de Ocasiones Dispersas; Reconstruido a partir de sus Aforismos y Reflexiones. Prensa de la Universidad de Indiana, Bloomington, Indiana 1959.

## Eponimia
- Ya en 1802, el astrónomo Johann Hieronymus Schroeter nombró a una cordillera anular en la Luna en honor a Lichtenberg. Esta asignación de nombre no fue adoptada por la Unión Astronómica Internacional en su estandarización de los nombres de las formaciones lunares en 1935.
- Un cráter de impacto en el "Océano de Tormentas" y otras nueve formaciones más pequeñas circundantes recibieron el nombre de Lichtenberg.
- Desde 1979, el distrito de Darmstadt-Dieburg otorga el Premio Georg Christoph Lichtenberg de Literatura y Bellas Artes.
- En 1983, la Universidad Técnica de Darmstadt nombró a su casa de huéspedes internacional en honor a Lichtenberg.
- En 1998, un asteroide descubierto en 1960 recibió su nombre.    en 2002, la Fundación Volkswagen inició su programa de financiación para las "Cátedras de Lichtenberg", que, en cooperación con la Stifterverband für die Deutsche Wissenschaft, fue reemplazado en 2017 por el programa de financiación para las "Cátedras Dotadas de Lichtenberg".[55]
- La Academia de Ciencias y Humanidades de Göttingen otorga la Medalla Lichtenberg como su máximo galardón cada año desde 2004 y cada dos años desde 2015.
- En 2009, como parte de la Iniciativa de Excelencia, la Georg-August-Universität Göttingen inauguró el" Lichtenberg-Kolleg " como instituto de investigación internacional (Instituto de Estudios Avanzados), que, sin embargo, cerrará en septiembre de 2021.
- Desde 2014, la Universidad Técnica de Darmstadt opera la "Computadora de Alto rendimiento de Lichtenberg" como sistema sucesor de la Computadora de Alto rendimiento de Hesse (HHLR).
- La conferencia de poesía, que se ha ofrecido en la Georg-August-Universität Göttingen desde 1999, ha continuado como la" Conferencia de Poesía de Lichtenberg " desde 2014.
- En Alemania, varias escuelas han recibido el nombre de Lichtenberg, cf. Escuela de Lichtenberg.